# Т-40 (трактор)
Т-40 (розм. — Сороковка, сорокан) — марка колісного трактора, що випускався Липецьким тракторним заводом з 1961 по 1995 рік.
Трактор призначений для оранки легких ґрунтів у садах та теплицях, обробки просапних культур, для роботи з косаркою, стогометателем, сніговим відвалом, а також для транспортних робіт. Трактор має напіврамне компонування з несучою коробкою передач та заднім мостом. Двигун встановлений на напіврамі, жорстко з'єднаній із картером коробки передач. Трактор випускався у повнопривідній (Т-40А) та задньопривідній модифікаціях. Задні ведучі колеса мають збільшений діаметр і жорстку підвіску, а передні направляючі колеса зменшеного діаметра. Протектор задніх коліс має характерні відомі ґрунтозачепи «ялинкою», що помітно підвищують і так досить високу прохідність. Трактор має регульовану колію та регульований дорожній просвіт усіх коліс, можуть встановлюватися змінні задні колеса зменшеної ширини. Для роботи на крутих схилах колію може бути збільшена за рахунок установки задніх коліс «виворіт», дискова площина у коліс несиметрична. З деякими удосконаленнями трактор здатний використовувати подвоєні колеса.

## Конструктивні особливості
На тракторах встановлювалися чотирициліндрові чотиритактні дизельні двигуни повітряного охолодження Д-37, або Д-144, виробництва Владимирського тракторного заводу. Потужність Д-37 складала 37 к.с., Д-144 — 50 к.с. Пуск двигуна здійснювався за допомогою пускового бензинового двигуна ПДВ (мале число моделей) або електростартера. Пізніше з'явився двигун Д-37М, що відрізняється нерозділеною камерою згоряння, що забезпечує менше споживання палива. Запуск двигуна провадиться електростартером або (на частині тракторів) пусковим бензиновим двигуном ПД8.
Трансмісія механічна, повністю реверсивна, що дозволяє використовувати весь діапазон швидкостей як на передньому, так і на задньому ходу, а також з навісними знаряддями (у інших типів колісних тракторів задній хід призначений тільки для маневрування). Цікавою особливістю трактора є розміщення конічного редуктора відразу за муфтою зчеплення та, відповідно, поперечне розташування валів КПП. Передбачено встановлення механічного або гідрооб'ємного ходозменшувача для роботи на низьких (менше 2 км/год) швидкостях. Трактор має два багаторежимні незалежно керовані вали відбору потужності — задній і бічний, що також розширює функціональні можливості трактора.
Також особливістю трактора Т-40 є його агрегатна сумісність із навісними та причіпними машинами, розробленими для тракторів суміжних класів — легших Т-25 та важчих сімейства «Білорусь». Ці обставини, і навіть вдале поєднання експлуатаційних якостей забезпечило трактору широке визнання по всій території СРСР.
До недоліків трактора Т-40 слід віднести напружений тепловий режим двигуна повітряного охолодження в літню пору і недогрівання двигуна взимку, неефективне опалення кабіни (знову-таки через повітряне охолодження), утруднений запуск двигуна в зимовий час.

## Модифікації
Трактори з двигунами Д-37 та Д-144 (у деяких джерелах Д-37Е) зовні відрізняються формою капота: у першому випадку — округлений, у другому — прямокутний.

### Трактори із двигуном Д-37
- Т-40 — базова модель — задній привід, двигун Д-37
- Т-40А — повнопривідна модель
- Т-40АН — повнопривідна модель із зменшеною висотою та дорожнім просвітом для роботи на схилах
- Т-50А — промислова модифікація для роботи з одноковшовим навантажувачем

### Трактори із двигуном Д-144 (50 к. с.)
- Т-40М — задній привід
- Т-40АМ — повнопривідна модель
- Т-40АНМ — повнопривідна модель, зменшений дорожній просвіт для робіт на схилах
- Т-40АП — повнопривідна модель, призначена для роботи з комунальним обладнанням.

## Сучасний стан
Високий запас міцності вузлів трансмісії та ходової частини забезпечили трактору високу довговічність — більша частина тракторів, випущених у 1970-х — 1980-х роках, досі перебуває в експлуатації, як на підприємств, так і в особистих підсобних господарствах. Випуск запасних частин, що продовжується, дозволяє підтримувати ці трактори в хорошому технічному стані.